# Liste des monuments historiques de Pont-à-Mousson
Ce tableau présente la liste de tous les monuments historiques classés ou inscrits dans la ville de Pont-à-Mousson, Meurthe-et-Moselle, en France.

## Liste
| Monument                                                                                                  | Adresse                                     | Coordonnées                      | Notice         | Protection     | Date      | Illustration                                                                                              |
| --- | ------------------------------------------- | -------------------------------- | -------------- | -------------- | --------- | --- |
| Abbaye des Prémontrés                                                                                     | Rue Damay Rue du Xon                        | 48° 54′ 29″ nord, 6° 03′ 18″ est | « PA00106350 » | Classé         | 1910 1919 | Abbaye des Prémontrés                                                                                     |
| Caserne Duroc                                                                                             | Rue du Bois-le-Prêtre, Impasse des Capucins | 48° 54′ 25″ nord, 6° 03′ 08″ est | « PA00106332 » | Inscrit        | 1977      | Caserne Duroc                                                                                             |
| Église Saint-Laurent                                                                                      | Rue Saint-Laurent                           | 48° 54′ 14″ nord, 6° 03′ 15″ est | « PA00106334 » | Classé         | 1919      | Église Saint-Laurent                                                                                      |
| Église Saint-Martin                                                                                       | Rue Saint-Martin Rue Gambetta               | 48° 54′ 19″ nord, 6° 03′ 31″ est | « PA00106335 » | Classé         | 1840      | Église Saint-Martin                                                                                       |
| Immeuble                                                                                                  | 11 rue Saint-Laurent                        | 48° 54′ 12″ nord, 6° 03′ 15″ est | « PA00106337 » | Classé         | 1921      | Immeuble                                                                                                  |
| Immeuble                                                                                                  | 19 rue Saint-Laurent                        | 48° 54′ 13″ nord, 6° 03′ 14″ est | « PA00106338 » | Classé         | 1921      | Immeuble                                                                                                  |
| Lycée Jacques Marquette (ancienne Université de Pont-à-Mousson)                                           | Place Foch                                  | 48° 54′ 20″ nord, 6° 03′ 27″ est | « PA00106333 » | Inscrit        | 1926      | Lycée Jacques Marquette (ancienne Université de Pont-à-Mousson)                                           |
| Université Porte du Parloir                                                                               | Rue Saint-Martin                            | 48° 54′ 22″ nord, 6° 03′ 28″ est | « PA00106351 » | Inscrit        | 1947      | UniversitéPorte du Parloir                                                                                |
| Observatoire                                                                                              | Rue de l'Université                         | 48° 54′ 22″ nord, 6° 03′ 31″ est | « PA00106349 » | Inscrit        | 1925      | Image manquante Téléverser                                                                                |
| Magasin Michel                                                                                            | 16 rue Clemenceau                           | 48° 54′ 07″ nord, 6° 03′ 14″ est | « PA54000066 » | Inscrit        | 2005      | Magasin Michel                                                                                            |
| Hôtel de ville Façade & toiture classée en 1919, intérieurs inscrit en 2012. Classement intégral en 2013. | Place Duroc                                 | 48° 54′ 12″ nord, 6° 03′ 18″ est | « PA00106336 » | Classé         | 1919 2013 | Hôtel de ville Façade & toiture classée en 1919, intérieurs inscrit en 2012. Classement intégral en 2013. |
| Maison | 1bis place Duroc                            | 48° 54′ 10″ nord, 6° 03′ 14″ est | « PA00106339 » | Inscrit        | 1925      | Maison |
| Maison | 2 Place Duroc Rue Victor-Hugo               | 48° 54′ 10″ nord, 6° 03′ 15″ est | « PA00106343 » | Classé         | 1919      | Maison |
| Maison | 3 place Duroc                               | 48° 54′ 10″ nord, 6° 03′ 14″ est | « PA54000028 » | Inscrit        | 1925      | Maison |
| Maison | 4 place Duroc                               | 48° 54′ 09″ nord, 6° 03′ 15″ est | « PA00106342 » | Classé         | 1921      | Maison |
| Maison | 5 place Duroc                               | 48° 54′ 10″ nord, 6° 03′ 15″ est | « PA54000029 » | Inscrit        | 1925      | Maison |
| Maison | 8 place Duroc                               | 48° 54′ 09″ nord, 6° 03′ 15″ est | « PA54000030 » | Inscrit        | 1925      | Image manquante Téléverser                                                                                |
| Maison | 10 place Duroc                              | 48° 54′ 09″ nord, 6° 03′ 15″ est | « PA54000031 » | Inscrit        | 1925      | Image manquante Téléverser                                                                                |
| Maison | 11 place Duroc                              | 48° 54′ 10″ nord, 6° 03′ 16″ est | « PA54000032 » | Inscrit        | 1925      | Maison |
| Maison | 12 place Duroc                              | 48° 54′ 09″ nord, 6° 03′ 15″ est | « PA54000033 » | Inscrit        | 1925      | Maison |
| Maison | 13 place Duroc                              | 48° 54′ 11″ nord, 6° 03′ 17″ est | « PA54000034 » | Inscrit        | 1925      | Image manquante Téléverser                                                                                |
| Maison | 14 place Duroc                              | 48° 54′ 08″ nord, 6° 03′ 16″ est | « PA54000035 » | Inscrit        | 1925      | Maison |
| Maison | 15 place Duroc                              | 48° 54′ 11″ nord, 6° 03′ 17″ est | « PA54000036 » | Inscrit        | 1925      | Image manquante Téléverser                                                                                |
| Maison | 16 place Duroc                              | 48° 54′ 08″ nord, 6° 03′ 16″ est | « PA54000037 » | Inscrit        | 1925      | Maison |
| Maison | 17 place Duroc                              | 48° 54′ 11″ nord, 6° 03′ 17″ est | « PA54000038 » | Inscrit        | 1925      | Image manquante Téléverser                                                                                |
| Maison | 18 place Duroc                              | 48° 54′ 08″ nord, 6° 03′ 16″ est | « PA54000039 » | Inscrit        | 1925      | Maison |
| Maisons                                                                                                   | 19, 21 place Duroc                          | 48° 54′ 11″ nord, 6° 03′ 18″ est | « PA54000041 » | Inscrit        | 1925      | Image manquante Téléverser                                                                                |
| Maison | 20 place Duroc                              | 48° 54′ 08″ nord, 6° 03′ 17″ est | « PA54000040 » | Inscrit        | 1925      | Maison |
| Maison | 22 place Duroc                              | 48° 54′ 08″ nord, 6° 03′ 17″ est | « PA00106340 » | Inscrit        | 1925      | Maison |
| Maison | 23 place Duroc                              | 48° 54′ 12″ nord, 6° 03′ 19″ est | « PA54000042 » | Inscrit        | 1925      | Image manquante Téléverser                                                                                |
| Maison | 24 place Duroc                              | 48° 54′ 08″ nord, 6° 03′ 17″ est | « PA54000023 » | Inscrit        | 1925      | Maison |
| Maison | 25 place Duroc                              | 48° 54′ 12″ nord, 6° 03′ 19″ est | « PA54000043 » | Inscrit        | 1925      | Image manquante Téléverser                                                                                |
| Maisons                                                                                                   | 26, 28 place Duroc                          | 48° 54′ 07″ nord, 6° 03′ 17″ est | « PA54000024 » | Inscrit        | 1925      | Maisons                                                                                                   |
| Maisons                                                                                                   | 27, 29 place Duroc                          | 48° 54′ 12″ nord, 6° 03′ 19″ est | « PA54000044 » | Inscrit        | 1925      | Image manquante Téléverser                                                                                |
| Maison | 30 place Duroc                              | 48° 54′ 07″ nord, 6° 03′ 17″ est | « PA54000045 » | Inscrit        | 1925      | Image manquante Téléverser                                                                                |
| Maisons                                                                                                   | 31, 33 place Duroc                          | 48° 54′ 12″ nord, 6° 03′ 19″ est | « PA54000046 » | Inscrit        | 1925      | Image manquante Téléverser                                                                                |
| Maison | 32 place Duroc                              | 48° 54′ 07″ nord, 6° 03′ 17″ est | « PA54000047 » | Inscrit        | 1925      | Maison |
| Maison | 35 place Duroc                              | 48° 54′ 12″ nord, 6° 03′ 20″ est | « PA54000048 » | Inscrit        | 1925      | Maison |
| Maisons                                                                                                   | 37, 39 place Duroc                          | 48° 54′ 12″ nord, 6° 03′ 20″ est | « PA54000049 » | Inscrit        | 1925      | Maisons                                                                                                   |
| Maison | 38 place Duroc                              | 48° 54′ 07″ nord, 6° 03′ 18″ est | « PA54000050 » | Inscrit        | 1925      | Maison |
| Maison | 40 place Duroc                              | 48° 54′ 08″ nord, 6° 03′ 19″ est | « PA54000051 » | Inscrit        | 1925      | Maison |
| Maison | 42 place Duroc                              | 48° 54′ 08″ nord, 6° 03′ 19″ est | « PA54000052 » | Inscrit        | 1925      | Image manquante Téléverser                                                                                |
| Maison | 46 place Duroc                              | 48° 54′ 08″ nord, 6° 03′ 19″ est | « PA54000053 » | Inscrit        | 1925      | Image manquante Téléverser                                                                                |
| Maisons                                                                                                   | 58-60-62 place Duroc                        | 48° 54′ 10″ nord, 6° 03′ 21″ est | « PA54000054 » | Inscrit        | 1925      | Maisons                                                                                                   |
| Maison | 64 place Duroc                              | 48° 54′ 10″ nord, 6° 03′ 21″ est | « PA54000055 » | Inscrit        | 1925      | Maison |
| Maison | 66 place Duroc                              | 48° 54′ 10″ nord, 6° 03′ 21″ est | « PA54000025 » | Inscrit        | 1925      | Maison |
| Maison | 68 place Duroc                              | 48° 54′ 10″ nord, 6° 03′ 21″ est | « PA54000026 » | Inscrit        | 1925      | Maison |
| Maison | 70 place Duroc                              | 48° 54′ 11″ nord, 6° 03′ 21″ est | « PA54000027 » | Inscrit        | 1925      | Maison |
| Maison des Sept-Péchés-capitaux                                                                           | 2 place Duroc                               | 48° 54′ 09″ nord, 6° 03′ 14″ est | « PA00106341 » | Classé         | 1920      | Maison des Sept-Péchés-capitaux                                                                           |
| Maison | 30 rue Pasteur                              | 48° 54′ 13″ nord, 6° 03′ 07″ est | « PA00106344 » | Inscrit        | 1925      | Maison |
| Maison | 9 rue Saint-Laurent                         | 48° 54′ 12″ nord, 6° 03′ 15″ est | « PA00106346 » | Classé Inscrit | 1920 1925 | Maison |
| Maison | 66 rue Saint-Laurent                        | 48° 54′ 19″ nord, 6° 03′ 08″ est | « PA00106347 » | Inscrit        | 1926      | Maison |
| Maison de la Monnaie                                                                                      | 2 rue de la Poterne Rue Magot-de-Rogeville  | 48° 54′ 07″ nord, 6° 03′ 22″ est | « PA00106345 » | Classé Inscrit | 1980 1987 | Maison de la Monnaie                                                                                      |
| Pierre au Jô                                                                                              | Limite avec Norroy-lès-Pont-à-Mousson       | 48° 55′ 42″ nord, 6° 00′ 39″ est | « PA00106348 » | Classé         | 1914      | Pierre au Jô                                                                                              |
| Synagogue                                                                                                 | 44 rue Charles Lepois                       | 48° 54′ 02″ nord, 6° 03′ 23″ est | « PA54000081 » | Inscrit        | 2014      | Synagogue                                                                                                 |